# Regimiento de Asalto Aéreo 601
El Regimiento de Asalto Aéreo 601 (R Asal Ae 601) es una unidad de infantería del Ejército Argentino con asiento en la guarnición de ejército de Campo de Mayo, Provincia de Buenos Aires, y que pertenece a la IV Brigada Aerotransportada, Fuerza de Despliegue Rápido.
Generalmente opera en forma coordinada con la unidad responsable de su movilidad: el Batallón de Helicópteros de Asalto 601. En 2010 contaba con un batallón de 500 efectivos. Los miembros de esta unidad utilizan una boina color bordo con el emblema de las tropas de asalto aéreo. Se organiza en las Compañías de Asalto A y B, más una Compañía de Comando y Servicios.

## Reseña histórica
El 14 de agosto de 2000 el Ejército Argentino estableció el «Batallón de Asalto Aéreo 601».

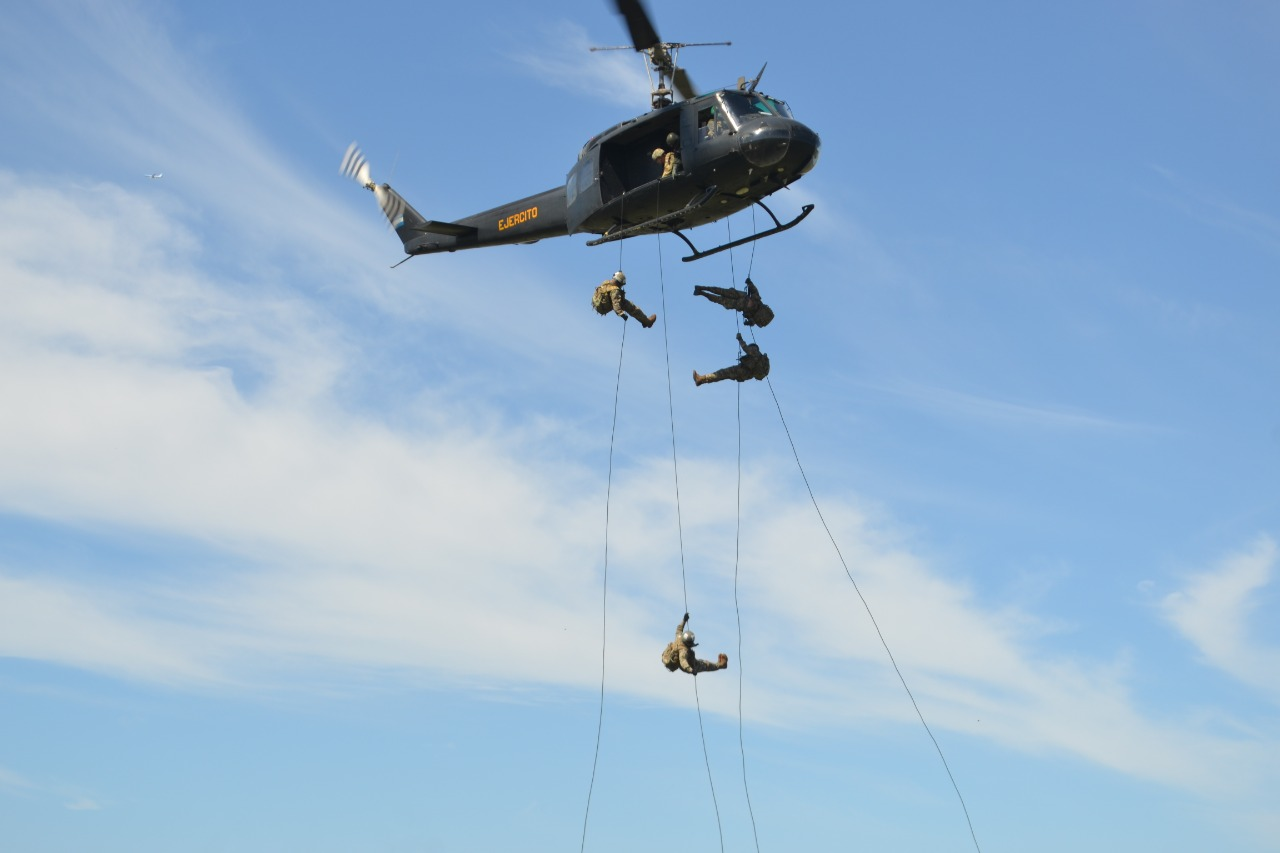

## Equipamiento
| Arma              | Imagen | Calibre              | Notas                                                                         |
| ----------------- | ------ | -------------------- | ----------------------------------------------------------------------------- |
| Cuchillo Yarará   | n/d    | n/d                  | Versión Asaltista.                                                            |
| FN Browning GP-35 |        | 9 × 19 mm Parabellum | Pistola Personal.￼                                                            |
| FamCA             |        | 7,62 × 51 mm OTAN    | FAL modelo Carabina con mira MePRO Light 21, Grip Táctico y rieles Piccatini. |
| FN FAL            |        | 7,62 × 51 mm OTAN    | Estándar.                                                                     |
| Steyr SSG 69      |        | 7,62 × 51 mm OTAN    | Fusil de Precisión para Tiradores.￼                                           |
| Steyr HS .50      | \|     | 12,7 × 99 mm OTAN    | Fusil antimaterial para tiradores.                                            |
| FN MAG            |        | 7,62 × 51 mm OTAN    | Ametralladora de Dotación.￼                                                   |
| AT4               |        | 84 mm                | Lanzacohetes descartable.                                                     |